# Krigsåret 1922

## Pågående krig
- Grek-turkiska kriget (1919-1922)
  - Grekland på ena sidan
  - Osmanska riket på andra sidan

- Irländska inbördeskriget (1922-1923)

- Ryska inbördeskriget (1918-1922)[1]

## Händelser

### Juni
- 28 - Michael Collins attackerar IRA; början av irländska inbördeskriget

### September
- 9 - Atatürks trupper återtar Izmir och segrar i det grek-turkiska kriget (1919–1922).

### Oktober
- 27 - Marschen mot Rom leder till att Benito Mussolini blir diktatorisk premiärminister i Italien.

### Fotnoter
1. ↑  ”World Statesmen”. http://www.worldstatesmen.org/WARS.html. Läst 28 juni 2011.